# Acmaeodera alpina
Acmaeodera alpina  (лат.) — вид жуков-златок рода Acmaeodera из подсемейства Polycestinae (Acmaeoderini). Распространён в Новом Свете (США). Кормовым растением имаго являются Leptodactylon pungens (Westcott, et al. 1979:171)., а у личинок — неизвестны.
Вид был впервые описан в 1972 году американским колеоптерологом Уильямом Барром (William F. Barr, University of Idaho, Moscow, США).